# آرون فولر
آرون فولر (بالإنجليزية: Aaron Fuller)‏ مواليد 3 ديسمبر 1989 في ميسا، هو لاعب كرة سلة محترف أمريكي بدأ مسيرته الاحترافية في سنة 2013 يلعب في الدوري المكسيكي لكرة السلة ويحمل الرقم 21. يبلغ طوله 6 قدم 6 بوصة (2.0 م).

## روابط خارجية
- آرون فولر على موقع كرة السلة الأوروبية.كوم (الإنجليزية)
- آرون فولر على موقع كلية كرة السلة في سبورتس رفرنس.كوم (الإنجليزية)
- آرون فولر على موقع ريلجم (الإنجليزية)
- آرون فولر على موقع بروبوليرز (الإنجليزية)